# Issus (Haute-Garonne)
Issus település Franciaországban, Haute-Garonne megyében. Lakosainak száma 657 fő (2022. január 1.). Issus Espanès, Labruyère-Dorsa, Auragne, Grépiac, Montbrun-Lauragais, Noueilles, Pouze és Venerque községekkel határos.

## Népesség
A település népességének változása:
| Lakosok száma | 198  | 211  | 247  | 368  | 564  | 583  | 595  | 601  | 620  | 657  |
|               | 1968 | 1982 | 1990 | 2006 | 2013 | 2015 | 2017 | 2019 | 2020 | 2022 |